# Kiba
Kiba est un anime du Studio Madhouse dont la diffusion a débuté au Japon le 2 avril 2006. Cette série dirigée par Hiroshi Kōjina se découpe en 51 épisodes d'une moyenne de 24 minutes.

## Histoire

### Le vent du destin
Zed, un adolescent de 15 ans, rêve de liberté. Malheureusement, sa ville, Calm, une ville futuriste où le vent ne souffle jamais, est régie par des règles strictes et le garçon est sans cesse poursuivi par la police. Seul Noa, son ami d'enfance semble le comprendre. Un jour, alors qu'il voulait voir sa mère à l'hôpital, il se fait attaquer par un homme aux curieux pouvoirs. Il s'enfuit, appelé par un souffle de vent. Traversant un portail télé-transporteur, il atterrit dans un monde diamétralement opposé au sien. Là, Jikko, un shard caster, le prend sous son aile avant de le confier à Dumas, un puissant homme.

### Aventure à Jimoto
Alors que Zed poursuit son entrainement en compagnie de Roia et de Mikki, Tempura est attaquée par Jimoto, un pays ennemi. Heureusement, grâce à Robès et  Dumas, l'histoire est vite réglée. mais, quelques jours plus tard, Mikki surprend son maître en communication avec Jimoto. Zed, qui arrive sur les lieux bien plus tard, retrouve Mikki seul et évanoui. Zed n'a alors qu'une seule idée: venger Mikki et régler son compte à Dumas. Peu de temps après, Rebecca, l'héritière du trône de Jimoto, est recueillie par Roia, Zed et Mikki. Rebecca est alors emprisonnée mais elle est délivrée par Zed à la seule condition que la princesse l'emmène à Jimoto. Ce qui est vite fait bien fait.
À Jimoto, Zed découvre une armée rebelle retranchée dans les anciennes ruines du palais. Mais Rebecca ne parvient pas à le convaincre de se rallier à eux et de prêter sa force. Elle parle évidemment d'Amil Gaul qu'elle a aperçu à Tempura. Finalement, par une suite d'évènements, Zed se retrouve avec un nouvel esprit, Rambos qui lui servira à tuer l'un des représentants de Jimoto qui avait lui-même déjà envoyé Dumas dans l'au-delà. Mais Rebecca disparaît et Robès, Roia et Zed rentrent à Tempura.

### Sous la terre
L'histoire ne s'arrête pas là pour autant. Roia et Zed se retrouvent de nouveau impliqués dans le complot contre Hugh, le roi de Jimoto. Ils retrouvent Rebecca et combattent à ses côtés. mais, lors du combat, Hugh parvient à récupérer un esprit qu'il assemblera avec un autre pour donner un esprit clé. Là, on apprend qu'Amil Gaul en est lui-même un. Bref, rebecca meurt, tuée par Elemeda, en tentant de protéger une femme. C'est avec sa mort que s'achève cette première aventure.

### Retour sur Noa
Pendant ce temps, Noa, l'ami d'enfance de Zed, est lui aussi arrivé dans l'autre monde. Il est retrouvé, inconscient, à Neotopia, l'un des six pays que composent le monde. recueillis par un couple, il rencontre un rebelle qui rejette l'armée et l'idéologie de son pays. Mais, lorsqu'arrive un soldat, fils du couple, tout semble se dérégler et la ville est détruite. Noa se retrouve donc propulsé dans une forêt où il est retrouvé par une petite fille et son précepteur. Passant ses journées à jouer avec elle, Noa en oublie presque tous ses soucis. Mais, le jour de l'anniversaire de Sagiri, la petite fille, un esprit apparaît avant de tout détruire dans un  grand rayon. Seuls Sagiri et Noa survive. sachira, c'est le nom de l'esprit clé, entre donc dans le corps de Noa.

### L'épopée de Task
Retour à Tempura. Convoqué par le conseil des sages, Zed se voit confier la mission de ramener un prisonnier à Neotopia étant considéré comme un dangereux fugitif. Le prisonnier n'est autre que le rebelle que Noa avait déjà rencontré. Malheureusement, Jimoto à une longueur d'avance et modifie le transfert. Zed, le prisonnier et Roia se retrouve donc à Task, le pays allié de Jimoto, où Roia est enlevée pour être sacrifiée. Le roi de Task dit que son sang de shard caster permettra la résurrection de Tasker. Heureusement, Zed et le prisonnier arrive à temps pour la sauver. mais, c'était sans compter sur Hugh qui contre attaque avec Pronimo, l'esprit clé qu'il a obtenu (voir l'épisode sous terre, plus haut). C'est alors qu'un troisième esprit clé fait son apparition. Noa est revenu ! Quelle joie pour Zedd de retrouver enfin son ami! C'est ainsi que les quatre amis sortent sains et saufs. Noa, devenu soldat à la botte de Neotopia, récupère le prisonnier qu'il tuera sans hésitation.

### Les origines de Roia
Il y a un épisode de Task qui avait été passé sous silence. Évidemment, Roia n'est pas restée les bras croisés, attendant gentiment qu'on la tue. Elle a essayé de s'échapper mais une femme l'a ramené dans sa cellule. Quand Roia reprit connaissance, un souvenir frappa son esprit et elle trouva un bracelet de fleurs, ayant étrangement un rapport avec sa vision. 
De retour à Tempura, elle prend conscience que des cornes se sont mises à pousser sur ses épaules. Or, c'est le signe typique des gens de Task. Mais, n'osant pas interroger Maître Jikko, elle se contentera de se morfondre dans son coin. Mais, lorsque Zed refuse de l'écouter alors qu'elle souhaitait lui confier sa peine, elle s'enfuit à Task où elle est de nouveau attaquée par des hommes mi-bêtes mi-humaines. C'est un homme d'Ulbacus (encore un autre pays) qui la sauvera: Ginga. Mais Zed n'a pas dit son dernier mot et part à la poursuite de Roia qu'il retrouve sans trop de difficulté. Mais, Roia s'était déjà mise dans le pétrin en se faisant adopter par un des signeurs de Task. Et au cours de la fête qui avait lieu en son honneur, un homme aborde Roia en lui disant que sa mère souhaiterait la rencontrer alors qu'elle était supposée être morte !!!!

### Le triste destin de Jesara
Roia est descendue dans la chapelle là où était supposée se trouver sa mère… Mais il s'avèrera que sa mère est morte en tentant de la protéger et a investi le corps de Despera dans le but de protéger sa fille. Finalement elle y parviendra en s'interposant alors que Roia allait être tuée par son père. Ensuite le groupe rentra à Tempura.

## Nations de l'Univers de Kiba

### Tempura
Pays pacifique, sa devise est "Charité, Harmonie". C'est le lieu d'arrivée de Zed dans ce monde, c'est aussi le pays d'origine d'Amir Gaoul. Il est dirigé par un conseil des sages, dont Maître Jikko. Il est allié à Neotopia.

### Jimoto
Pays guerrier dirigé par Hugh depuis qu'il a fait tuer le Roi de Jimoto. C'est le principal pays ennemi de Tempura. L'esprit-clé Pronimo vient de là-bas.

### Neotopia
C'est un pays très autoritaire où règne la loi absolue, toute infraction entraîne la peine de mort. Noah atterrit dans ce pays.

### Task
Situé sur un continent flottant, c'est un pays très hostile. Là-bas vivent deux peuples : les humains de Task, reconnaissables par leurs cornes sur les épaules, et les hommes-fauves, créatures à 4 bras qui ont des shards dans leur corps. Dirigé par les 4 Rois Célestes alliés à Jimoto, leur but est de réunir les 6 esprits-clés pour contrôler le monde.

## Personnages
ZedUn jeune adolescent de quinze ans dont la mère est malade. Se sentant prisonnier dans sa ville natale Calm, il finit par être transporté dans un autre monde et arrive alors à Tempura. Il possède le plus puissant des esprits-clés : Amir Gaoul. Il devient vite le Shard Caster le plus puissant de Tempura. À la fin du manga il fusionne avec Amir Gaoul.
NoahMeilleur ami et frère adoptif de Zed. Il est choisi par l'esprit-clé Sachula. Il devient le Sauveur de Neotopia. Il rejoint ensuite les rangs de Task sous le nom de messire Dolga, il y combat Zed pour récupérer Amir Gaoul et Chadin.
RoiaC'est la personne que Zed rencontre après avoir quitté Calm et découvert les Shard Caster. Elle devient vite sa meilleure amie. Elle découvrira qu'elle est originaire de Task et que Jikko l'a amenée à Tempura il y a dix ans. Son esprit est Afkalelu.
JikkoLe maître de Zed et de Roia en tant que Shard Caster. Il siège au conseil des sages de Tempura.
MikkiL'ami d'enfance de Roia, c'est également un shard caster bien qu'il soit incapable de contrôler son esprit. Après la mort de son maître, Dumas, il gagne sa vie en tant que boulanger très réputé.
RobèsC'est le shard caster le plus fort de Tempura (si on excepte Zed et Jikko). Il adore s'amuser et organise tout le temps des réceptions. Son esprit, Belladonna, est très puissant.
SaraC'est la mère de Zed et ancienne élève de Jikko. Elle veut à tout prix récupérer Amil Gaoul qu'elle possédait avant que celui-ci ne s'échappe. Elle prétend qu'elle aime Zed et elle le hait aussi. Mais elle comprendra que c'est son fils qui est le plus important et qu'elle voulait la puissance d'Amil Gaoul pour le protéger. L'amour qu'elle a pour son fils lui permettra de lui rendre Amil Gaoul et de mourir en paix.
HughRoi de Jimoto, il finit par réunir l'esprit-clé Pronimo mais se le fera voler par la suite. Il fut tué par Zed.
RebeccaHéritière du trône de Jimoto, elle fut chassée par Hugh. Son but est de tuer Hugh. Son père veut céder son trône à Hugh. Il prétend aussi que Rebecca était amoureuse de Hugh depuis son enfance. Après les noces, Hugh tua le père de Rebecca et lui prit l'esprit Promini, l'une des parties de Pronimo, celle-ci réussit à s'enfuir du château et elle décida d'accomplir une nouvelle vengeance, tuer Hugh à tout prix, peu importe ce qui arrivera. Elle changea complètement pour cette vengeance, étant alors même prête à sacrifier des gens innocents. Puis, se rendant compte de son erreur, elle sauva une femme enceinte et mourut l'esprit tranquille ayant réussi à sauver la naissance d'une petite fille.
ElemedaSubordonnée de Hugh, c'est la seule survivante de la troupe du début.
SagiriC'est la Princesse des Seekers ainsi que leur Sauveuse. Elle est très proche de Noah qui l'a sauvée mais qui a aussi tué toute sa tribu (ce qu'elle ignore). Elle reçoit l'esprit-clé Shadin.
MiretteElle est  la Sauveuse de Task, car elle est née avec l'esprit-clé Dynamis. C’est pour cette raison qu’elle est restée enfermée une partie de sa vie dans le palais de Task.

## Les Esprits-clés
Au cœur de l'intrigue ce sont les 6 esprits les plus puissants. Une fois réunis ils permettent d'invoquer Tasker. Ils choisissent eux-mêmes leur Shard Caster qui devient alors un Sauveur.

### Amir Gaoul
Dieu Protecteur de Tempura, il est le plus puissant des 6 esprit-clé. La première fois, il est apparu avec deux ailes qu’il utilise pour créer ses puissantes attaques basées sur le vent. Après s’être réveillé, il apparaît sous forme d’un phœnix puis, quand il fut complètement éveillé, il est revenu à sa forme humanoïde, cette fois avec l'ajout de plumes ainsi qu’une armure dorée. Dans sa forme définitive, Amir Gaoul est en mesure d'ouvrir ses yeux. Il choisit comme propriétaire Zed, qui sera le seul à pouvoir le contrôler. Toute personne tentant d'utiliser Amir Gaoul contre sa volonté éprouvera une douleur insoutenable.

### Pronimo
Esprit-clé de Hugh.

### Sachira
Esprit-clé gardé par les Seekers. Il choisit Noah comme porteur, il a un pouvoir de destruction très puissant.

### Monardi
Enterré profondément sous Néotopia, il sera volé par Sarah, la mère de Zed.

### Shadin
Confié à Sagiri par les Seekers. Elle le donnera à Zed contre la promesse qu'il retrouve Noah.

### Dynamis
Esprit-clé de Mirette qui est la sauveuse de Task.

### Tasker
Tasker est le résultat des six esprits-clés réunis. Tasker est dit être la puissance qui a créé et peut détruire le monde. Il a la capacité de contrôler tous les esprits. Pour que Tasker se réveille, il doit fusionner avec le sauveur qui l’a invoqué. Tasker a le pouvoir de détruire le monde à tout moment. Son but est de détruire le monde pour en recréer un uniquement peuplé d'esprits.

## Thèmes musicaux
Générique d'ouverture
1. Sanctuary de Nami Tamaki, épisodes 1 à 26
2. Hakanaku Tsuyoku de Younha, épisodes 27 à 51

Générique de fin
1. Very Very de Afromania, épisodes 1 à 13.
2. Solar Wind de Snowkel, épisodes 14 à 26.
3. Stay Gold de LimeLight, épisodes 27 à 39.
4. Sekai no Hate Made de Kozue Takada, épisodes 40 à 51.